# Jarawoide Sprachen
Die jarawoiden Sprachen (kurz Jarawoid) bilden eine Untereinheit der südlichen bantoiden Sprachen, eines Zweiges der Benue-Kongo-Sprachen, die ihrerseits zum Niger-Kongo gehören.
Die 15 jarawoiden Sprachen werden von etwa 300.000 Menschen in vor allem Ost-Nigeria und noch vereinzelt Nord-Kamerun gesprochen. Die bedeutendste Sprache ist das Jarawa mit 150.000 Sprechern.
Position der jarawoiden Sprachen innerhalb des Niger-Kongo
- Niger-Kongo > Volta-Kongo > Benue-Kongo > Ost-Benue-Kongo > Bantoid-Cross > Bantoid > Süd-Bantoid > Mbam > Jarawoid

Klassifikation der jarawoiden Sprachen
- Jarawoid
  - Nigeria-Gruppe
    - Jarawa (150 Tsd.)   Dialekte: Bankal, Ligri, Kanam, Bobar, Gingwak
    - Bile (30 Tsd.), Duguri (20 Tsd.), Bada (10 Tsd.), Lame (10 Tsd.), Kantana (20 Tsd.), Kulung (15 Tsd.), Mbula-Bwazza (40 Tsd.)
    - Labir (Jaku), Shiki (Guba), Dulbu, Gwa

  - Kamerun-Gruppe
    - Mbonga (Mboa), Nagumi †, Ngong (fast †)